# Prosphaga calaharica
Prosphaga calaharica är en insektsart som först beskrevs av Heinrich Hugo Karny 1910.  Prosphaga calaharica ingår i släktet Prosphaga och familjen vårtbitare. Inga underarter finns listade i Catalogue of Life.